# موس پس، آلاسکا
موس پس (به انگلیسی: Moose Pass) شهری در بخش شبه‌جزیره کنای ایالت آلاسکا است که جمعیت آن در سرشماری سال ۲۰۰۰ میلادی ۲۰۶ نفر بوده‌است.